# Theo Reinders
Theodorus Hendricus (Theo) Reinders (Warmenhuizen, 15 december 1903 – Vancouver, 6 juli 1972) was een Nederlands politicus van de KVP.
Hij werd geboren als zoon van Johannes Bernardus Reinders (1867-1931) en Marijtje Boots (1869-1946). Hij was commies bij de gemeente Jutphaas voor hij midden 1930 eveneens als commies ging werken bij de gemeente Hillegersberg. In 1946 trad hij in dienst bij de gemeente Vlaardingen waar hij het zou brengen tot administrateur en chef van de afdeling financiën en belastingen. Vanaf oktober 1959 tot zijn pensionering in januari 1969 was Reinders de burgemeester van Druten. Hij was in Canada toen hij in de zomer van 1972 op 68-jarige leeftijd overleed.